# Dawid Walerjewitsch Airapetjan
Dawid Walerjewitsch Airapetjan (russisch Давид Валерьевич Айрапетян, armenisch Դավիթ Վալերիի Հայրապետյան Dawit Walerii Hajrapetjan; * 26. September 1983 in Baku, Aserbaidschanische SSR, Sowjetunion) ist ein russischer Politiker und ehemaliger Boxer aserbaidschanischer Herkunft.

## Persönliches
Airapetjan ist in der aserbaidschanischen SSR geboren und flüchtete mit seiner Familie aufgrund des Bergkarabachkonflikts zuerst in die Armenische SSR und später in die russische Stadt Pjatigorsk, wo er 2006 sein Studium der Rechtswissenschaften an der Nord-Kaukasischen Föderalen Technischen Universität absolvierte. 2012 wurde er mit dem Orden „Für Verdienste um das Vaterland“ II. Klasse ausgezeichnet und betätigte sich nach seiner Wettkampfkarriere als Boxtrainer an der MBU Sportschule der Olympischen Reserve Nr. 2 in Kislowodsk.
Seit Oktober 2021 ist er Abgeordneter der Stadtregierung von Pjatigorsk und für die Partei Einiges Russland stellvertretender Vorsitzender des Ständigen Ausschusses der Stadt für Körperkultur, Sport und Tourismus. Er ist verheiratet und Vater einer Tochter.

## Boxkarriere
Airapetjan begann 1997 unter den Trainern Waleri Jentaltsjew und Eduard Dschagrajew mit dem Boxsport und wurde 2003 in die russische Nationalmannschaft einberufen. Ab 2005 boxte er für den Club Ring Magnitogorsk.
Sein größter Erfolg im Nachwuchs war der Gewinn der Goldmedaille bei den Junioren-Weltmeisterschaften 2002 in Santiago. Bei seinen ersten nationalen Meisterschaften der Erwachsenen wurde er 2003 Vizemeister nach einer Finalniederlage gegen Sergei Kasakow.
2004, 2005 und 2006 wurde er dann Russischer Meister, wobei er im Finale 2006 gegen Sergei Kasakow gewonnen hatte. Er wurde daraufhin bei den Europameisterschaften 2006 in Plowdiw aufgeboten und erkämpfte gegen Heorhij Tschyhajew, Pál Bedák, Howhannes Danieljan und Alfonso Pinto die Goldmedaille. Nach dem erneuten Gewinn des Russischen Titels 2007 durch einen Finalsieg gegen Sergei Kasakow war er zudem Fixstarter bei den Weltmeisterschaften 2007 in Chicago. Dort setzte er sich gegen Pürewdordschiin Serdamba und Pál Bedák durch, ehe er im Achtelfinale gegen den späteren Weltmeister Zhou Shiming ausschied.
Durch Siege gegen Alfonso Pinto, Pál Bedák, Ferhat Pehlivan und Łukasz Maszczyk gewann er die europäische Olympiaqualifikation in Pescara und nahm daraufhin an den Olympischen Spielen 2008 in Peking teil, wo er mit 11:13 gegen Heorhij Tschyhajew unterlag.
Bei den Weltmeisterschaften 2009 in Mailand kämpfte er sich gegen Cleiber Segura, Ferhat Pehlivan, Carlos Quipo, Kelvin de la Nieve und Shin Jong-hun bis in das Finale vor, wo er diesmal gegen Pürewdordschiin Serdamba unterlag.
2010 wurde er wieder Russischer Meister und besiegte dabei unter anderem Owik Ogannisjan und Belik Galanow, schied aber bei den Europameisterschaften 2010 in Moskau gegen Elvin Məmişzadə bereits im Viertelfinale aus. 2011 wurde er durch einen Finalsieg gegen Belik Galanow erneut Russischer Meister und startete bei den Weltmeisterschaften 2011 in Baku, wo er mit Siegen gegen Eros Correa, Łukasz Maszczyk und Kelvin de la Nieve, sowie einer Niederlage im Halbfinale gegen Zhou Shiming, eine Bronzemedaille gewann.
Er war damit für die Olympischen Spiele 2012 in London qualifiziert und konnte dort ebenfalls eine Bronzemedaille erkämpfen, als er gegen Jantony Ortiz und Ferhat Pehlivan ins Halbfinale eingezogen und dort mit 12:13 gegen Kaew Pongprayoon ausgeschieden war. 2013 gewann er bei den Europameisterschaften in Minsk seinen zweiten EM-Titel, nachdem er sich gegen Howhannes Danieljan, Manuel Cappai, Jack Bateson und Paddy Barnes durchgesetzt hatte.
Bei Russischen Meisterschaften gewann er noch 2014 und 2015 Bronze, nachdem er jeweils gegen Wassili Jegorow bzw. Belik Galanow ausgeschieden war.